# Spendios
Spendios (en grec ancien Σπόνδιος, en latin Spendius, date de naissance inconnue, mort en 238 avant J.-C.) est un chef mercenaire campanien connu pour son rôle dans la Guerre des Mercenaires menée contre Carthage après la première guerre punique. Sa vie est principalement connue par les Histoires de l'historien grec Polybe, dont le livre I relate la guerre des Mercenaires.

## Biographie
Spendios était, selon Polybe, un esclave originaire de Campanie, « fort et courageux jusqu'à la témérité ». C'était surtout un transfuge, de sorte qu'il était prêt à tout pour ne pas être rendu à son maître, ce qui aurait signifié pour lui une mort certaine selon les lois romaines.
Polybe présente Spendios comme le principal responsable de la rupture des tractations avec les Carthaginois représentés par Giscon en -241, tractations qu'il réussit à faire échouer avec le soutien du chef libyen Mathô. Il fut chargé du siège d’Utique avec Autarite mais dut lever le siège en -240, ses forces étant défaites par les troupes d'Hamilcar Barca. 
À la suite d’une nouvelle défaite face à Hamilcar et à Naravas le Numide, Spendios prit peur que les mercenaires ne se rendent, et il rendit alors la guerre inexpiable par le meurtre ignoble de Giscon en -239. Dès lors, il n’y eut plus de quartier de part et d’autre. Spendios continua à courir la campagne en quête de pillage et de raids, mais fut bientôt encerclé avec Autarite dans le défilé de la Scie par Hamilcar. 
Il se sacrifia afin de tenter en vain de sauver ses hommes de la vengeance des Carthaginois, et fut ramené face à Tunis, tenue par son compagnon d'armes libyen Mathô en -238. Spendios fut alors crucifié sur l'ordre d'Hamilcar.

## Postérité
L'écrivain français Gustave Flaubert met en scène Spendios sous le nom de Spendius dans son roman historique Salammbô paru en 1862 et qui relate la guerre des Mercenaires en y ajoutant des éléments fictionnels. Flaubert montre Spendios comme un Grec rusé conseillant Mâtho.